# Urrácal
Urrácal é um município da Espanha, na província de Almería, comunidade autónoma da Andaluzia. Tem 25 km² de área e em 2021 tinha 369 habitantes (densidade: 14,8 hab./km²). Pertence à comarca de Valle del Almanzora.